# Cesare Antonio Canavese

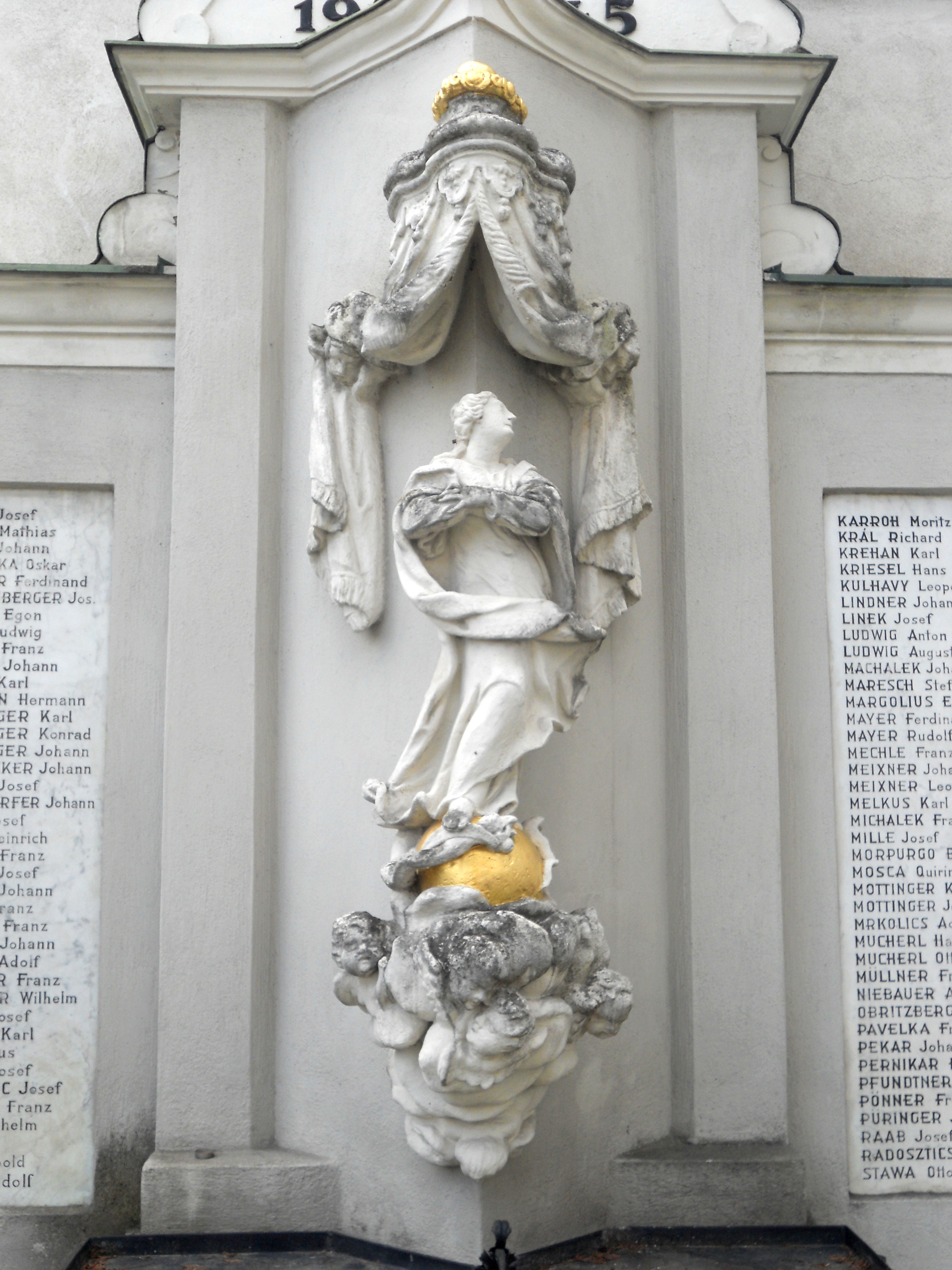
Immaculata-Figur von Canavese als Teil des Kriegerdenkmals Atzgersdorf

Cesare Antonio Canavese (* 1672 in Melano; † 12. September 1739 in Wien) war ein hauptsächlich in Österreich und Bayern tätiger schweiz-italienischer Bildhauer und Stuckateur.

## Leben
Über Canaveses Leben ist wenig bekannt, außer dass er zweimal geheiratet hat. Im Jahr 1712 wird er als bürgerlicher Bildhauer genannt und ab 1720 als Hofbildhauer. Canavese war in erster Linie der Schöpfer prächtig gestalteter barocker Öfen, unter anderem in der Wiener Hofburg. Er wirkte auch an der Gestaltung der Wiener Karlskirche mit.

## Ehrungen
Im 23. Wiener Gemeindebezirk Liesing wurde die Canavesegasse nach ihm benannt.